# فابيان موريل
فابيان موريل (بالفرنسية: Fabien Morel)‏ هو رياضياتي فرنسي، ولد في 22 يناير 1965 في رانس في فرنسا.